# Список термітів Китайської Республіки
Нижче наведено список видів термітів, знайдених на Тайвані. В країні зареєстровано 20 видів термітів у 5 родинах, з них 5 ендемічних видів.

## Список

### Archotermopsidae
- Hodotermopsis sjostedti (Holmgren, 1911)

### Kalotermitidae
- Cryptotermes domesticus (Haviland, 1898)
- Glyptotermes fuscus (Oshima, 1912)
- Glyptotermes satsumensis (Matsumura, 1907)
- Incisitermes namurai (Oshima, 1912) ※ендемік
- Neotermes koshunensis (Shiraki, 1909) ※ендемік
- Neotermes sugioi (Yashiro et al. 2019)

### Stylotermitidae
- Stylotermes halumicus (Liang, Wu, and Li, 2017) ※ендемік

### Rhinotermitidae
- Coptotermes formosanus (Shiraki, 1909)
- Coptotermes gestroi (Wasmann, 1896)
- Prorhinotermes flavus (Bugnion and Popoff, 1910)
- Reticulitermes flaviceps (Oshima, 1911)
- Reticulitermes leptomandibularis (Hsia and Fan, 1965)
- Reticulitermes kanmonensis (Takematsu, 1999)

### Termitidae
- Nasutitermes kinoshitai (Hozawa, 1915) ※ендемік
- Nasutitermes parvonasutus (Nawa, 1911)
- Nasutitermes takasagoensis (Nawa, 1911)
- Odontotermes formosanus (Shiraki, 1909)
- Pericapritermes nitobei (Shiraki, 1909)
- Sinocapriterme mushae (Oshima and Maki, 1919)